# Marcela Rubiales
Marcela Rubiales Jiménez (Ciudad de México, 16 de abril de 1954) es una cantante, actriz y presentadora mexicana. Por su cabello rubio y voz sensual, recibió el apodo de «La rubia sexy de la canción ranchera».
Inició su carrera actuando en radio y teatro en la década de los setenta. Posteriormente debutó en el cine, donde desempeñó varios papeles estelares. Como locutora, presentó por cuatro años consecutivos el programa televisivo Complicadísimo, al que logró mantener en el primer lugar de audiencia.
En 1980, incursionó como cantante del género ranchero y firmó un contrato con el sello EMI Capitol, donde grabó sus primeros éxitos: «Terroncito azucarado», «Cariño de mi cariño» y «La verdad de la verdad». Ha lanzado a la venta siete álbumes con canciones de diferentes estilos musicales.

## Biografía

### Familia
Marcela Rubiales Jiménez es la hija del locutor y animador Francisco Rubiales Calvo «Paco Malgesto» (1914–1978) y de la cantante y actriz Guillermina Jiménez Chabolla «Flor Silvestre» (1930–2020). Su hermano es el traductor y adaptador en doblaje mexicano Francisco Rubiales Jiménez.
Por parte de padre, es hermana de la actriz de doblaje, cine, teatro y televisión Cristina Rubiales (1950-2023). Por parte de madre, es hermana de los cantantes Dalia Inés, Antonio Aguilar, hijo y Pepe Aguilar; y tía de Majo Aguilar, Leonardo Aguilar y Ángela Aguilar. Sus tías maternas, La Prieta Linda y Mary Jiménez, también se dedicaron a la música ranchera.
Marcela Rubiales se casó por el civil con el ingeniero José Flores el 26 de mayo de 1992 en General Cepeda, Coahuila. En la ceremonia estuvieron presentes su madre Flor Silvestre, su padrastro Antonio Aguilar, sus hermanos Toño y Pepe, el actor Chelelo, los cómicos Huarachín y Huarachón, entre otros artistas.

### Carrera
Empezó su carrera artística en 1975, cuando fue parte del equipo de conductores de un programa de revista llamado Nuestra gente, con transmisión y enlaces en vivo por Canal 4. Estudió arte dramático y canto. Otro de sus primeros trabajos en el medio televisivo fue su participación en el programa Operación convivencia del Canal 2.
Después, en 1977 formó parte del elenco de la telenovela La venganza. Luego, en 1979, fue presentadora del programa de televisión Complicadísimo.
Debutó como cantante a principios de los años ochenta, y grabó muchos de sus éxitos discográficos para EMI Capitol de México (actualmente Universal Music México).
En 1981, interpretó el papel de Doña Inés de Ulloa en la obra Don Juan Tenorio de José Zorrilla. Primero hizo la versión humorística y después realizó el mismo personaje en una representación seria en el Teatro de la Ciudad Esperanza Iris. Le dijo a la prensa que se identificó más con la obra en su forma original: «Es muy bonita la obra, tiene una emotiva poesía, que a mí en lo personal me llegó muy hondo».
También grabó dos álbumes para el sello GAS (actualmente Discos Orfeón).
En 1989, grabó para el sello Unisono/Cadena un álbum de música tropical titulado Tropical sabroso. En una entrevista periodística, habló sobre su incursión en el género de la cumbia: «Es un pequeño gusto que me di, ya que hacía tiempo tenía una inquietud por hacerlo».
En el cine ha actuado al lado de figuras como Antonio Aguilar. Tuvo su propio espectáculo ecuestre en los años noventa y también ha actuado en teatro.

## Discografía

### Álbumes de estudio

#### Marcela Rubiales(1980)
Lado 1:
1. «Cariño de mi cariño»
2. «Con otra lumbre»
3. «O se lo dices tú, o se lo digo yo»
4. «Qué regazón»
5. «La verdad de la verdad»

Lado 2:
1. «Terroncito azucarado»
2. «Las llaves del departamento»
3. «Que no me querías querer»
4. «No soy un santo»
5. «Ahora no»

#### Échale un quinto al piano(1982)
Lado 1:
1. «Échale un quinto al piano -Échale 5 al piano-»
2. «Cae más pronto un hablador»
3. «Enamórate de mí»
4. «Ya me amolé»
5. «Taka taka»

Lado 2:
1. «Será el amor»
2. «El pachangón»
3. «Vas a probar lo que es bueno»
4. «El beso»
5. «Clarito está»

#### ¡Muy norteña!(1983)
Lado 1:
1. «Espejito»
2. «Vanidoso»
3. «Vuela palomita»
4. «Hay unos ojos»
5. «Busco quien»

Lado 2:
1. «Vidita»
2. «Clarabella»
3. «Corazoncito tierno»
4. «La calandria»
5. «No estoy arrepentida»

#### Papaloteando(1985)
Lado A:
1. «Papaloteando» (cumbia)
2. «Por el resto de mi vida» (ranchera)
3. «Mi tumba» (bolero)
4. «Margarita» (chicana)
5. «Empujaíto» (cumbia)

Lado B:
1. «El Canalla -Contestación a La Canalla-» (cumbia)
2. «La espinita» (cumbia)
3. «320 días» (chicana)
4. «Extraños» (ranchera)
5. «El africano» (cumbia)

### Marcela Rubiales canta a Roberto Livi y los grandes éxitos de México

#### Nada con exceso: Marcela Rubiales con banda(1993)
Lado 1:
1. «Nada con exceso»
2. «Ambición»
3. «No soy santa»
4. «Sufro tu ausencia»
5. «Mejor no me mientas»

Lado 2:
1. «Prieto, chaparro y feo»
2. «Échale cinco al piano»
3. «Allá en Tijuana»
4. «Terroncito»
5. «Me estoy enamorando de ti»

## Filmografía
- Lamberto Quintero (1987)
- Mi compadre Capulina (1989)